# Ellenton (Geòrgia)
Ellenton és una població dels Estats Units a l'estat de Geòrgia. Segons el cens del 2000 tenia 336 habitants.

## Demografia
Segons el cens del 2000, Ellenton tenia 336 habitants, 109 habitatges, i 81 famílies. La densitat de població era de 164,2 habitants/km².
Dels 109 habitatges en un 27,5% hi vivien nens de menys de 18 anys, en un 60,6% hi vivien parelles casades, en un 9,2% dones solteres, i en un 24,8% no eren unitats familiars. En el 21,1% dels habitatges hi vivien persones soles l'11% de les quals corresponia a persones de 65 anys o més que vivien soles. El nombre mitjà de persones vivint en cada habitatge era de 2,93 i el nombre mitjà de persones que vivien en cada família era de 3,26.
Per edats la població es repartia de la següent manera: un 23,5% tenia menys de 18 anys, un 14% entre 18 i 24, un 28% entre 25 i 44, un 20,8% de 45 a 60 i un 13,7% 65 anys o més.
L'edat mediana era de 33 anys. Per cada 100 dones de 18 o més anys hi havia 117,8 homes.
La renda mediana per habitatge era de 32.857 $ i la renda mediana per família de 37.250 $. Els homes tenien una renda mediana de 28.125 $ mentre que les dones 20.208 $. La renda per capita de la població era d'11.924 $. Entorn del 16,5% de les famílies i el 18,8% de la població estaven per davall del llindar de pobresa.

## Poblacions més properes
El següent diagrama mostra les poblacions més properes.